# Truncatellina costulata
Truncatellina costulata is een slakkensoort uit de familie van de Vertiginidae. De wetenschappelijke naam van de soort is voor het eerst geldig gepubliceerd in 1823 door Nilsson.